# Рубан Сергій Юрійович
Сергі́й Ю́рійович Рубан (* 31 травня 1956, Червоний Степ Сахновщинського району), український науковець, 1987 — кандидат, 1999 — доктор наук. Лауреат Державної премії України в галузі науки і техніки 1993 — «За розроблення методів селекції та виведення української червоно-рябої молочної породи».

## Життєпис
1978 року закінчив по фаху зооінженер Харківський зооветеринарний інститут.
Працював головним зоотехніком в колгоспі у Бєлгородській області. З 1980 року — у відділі розведення молочної худоби Науково-дослідного інституту тваринництва Лісостепу і Полісся УРСР. Протягом 1984—1987 років вчився там же в аспірантурі.
З 1988 року — старший науковий співробітник Інституту тваринництва УААН, в 1996 році стає заступником директора з наукової роботи. В 2000—2006 роках в цьому ж інституті завідує відділом виробництва молока.
Докторська дисертація на тему «Методологія та система селекції тварин української червоно-рябої молочної породи» — 1999 рік.
В 2006—2007 — науковий консультант ТОВ «Агрофірма „Горняк“» (Донецька область). З 2007 року працює доцентом на кафедрі технології тваринництва Харківської державної зооветеринарної академії. Того ж року обраний членом-кореспондентом УААН.
2008 року обраний на посаду академіка-секретаря Відділення зоотехнії УААН.
2011 — заступник директора з наукової роботи Інституту розведення і генетики тварин НААН.
Станом на 2013 рік в доробку має до 180 наукових праць, з них 3 монографії.
Зареєстровано його 8 патентів та авторських свідоцтв.
Як педагог підготував 3 кандидатів та 1 доктора наук дисертацію, продовжує готувати науковців.